# Photo-Finish
Photo-Finish es el séptimo álbum de estudio del guitarrista irlandés de blues rock Rory Gallagher, publicado en 1978 por Chrysalis Records. Antes de entrar a grabar el disco, despidió al baterista Rod de'Ath y al teclista Lou Martin para retornar al power trio característico de sus primeros álbumes, y para ello contrató a Ted McKenna en la batería y continuó trabajando con Gerry McAvoy en el bajo.
Inicialmente el disco se grabó en San Francisco (California) e iba a llamarse Torch, sin embargo Rory no quedó a gusto con las canciones y decidió regrabarlo todo de nuevo en los Dierks Studios del productor alemán Dieter Dierks, conocido por su trabajo con la banda Scorpions. Parte de las sesiones originales grabadas en la ciudad californiana, fueron publicados en 2011 bajo el título de Notes from San Francisco.
No debutó en las listas musicales del Reino Unido, siendo el segundo trabajo en no entrar en los UK Albums Chart luego de Against the Grain de 1975. A pesar de aquello, fue certificado con disco de plata por la British Phonographic Industry tras superar las 60 000 copias vendidas. Por otro lado, en los Estados Unidos alcanzó el puesto 116 en los Billboard 200.
En 1999 fue remasterizado y relanzado con dos pistas adicionales; «Early Warning» y «Juke Box Annie».

## Listas de canciones
Todas las canciones escritas por Rory Gallagher, a menos que se indique lo contrario.

| N.º | Título                         | Duración |  |
| 1.  | «Shin Kicker»                  | 4:01     |  |
| 2.  | «Brute Force & Ignorance»      | 4:15     |  |
| 3.  | «Cruise On Out»                | 4:41     |  |
| 4.  | «Cloak & Dagger»               | 5:19     |  |
| 5.  | «Overnight Bag»                | 4:50     |  |
| 6.  | «Shadow Play»                  | 4:43     |  |
| 7.  | «The Mississippi Sheiks»       | 5:59     |  |
| 8.  | «The Last of the Independents» | 3:57     |  |
| 9.  | «Fuel to the Fire»             | 6:20     |  |

| Pistas adicionales en reedición CD de 1999 |                  |          |  |
| N.º                                        | Título           | Duración |  |
| 10.                                        | «Early Warning»  | 2:49     |  |
| 11.                                        | «Juke Box Annie» | 3:17     |  |

## Músicos
- Rory Gallagher: voz, guitarra eléctrica, mandolina y armónica
- Gerry McAvoy: bajo
- Ted McKenna: batería